# Cargadera
En náutica, la Cargadera es la denominación general de los cabo (náutica) que sirven para cerrar o cargar las velas de estay y otras semejantes (entre las cuales se cuentan las alas), pero en un modo o sentido inverso, porque la cargadera en este caso tira para abajo del puño de la driza de la vela, que viene a cerrarse al pie de su nervio (náutica) o donde tiene la amura.